# Воронежская духовная семинария
Воронежская православная духовная семинария — высшее профессиональное духовное учебное заведение Воронежской епархии Русской православной церкви, осуществляющее подготовку священнослужителей и церковнослужителей.

## История

### До 1918 года
Учреждена 31 мая 1745 года по указу епископа Воронежского Феофилакта (Губанова). Специальные уполномоченные разъезжали по епархии, осматривали детей 7-15 лет, составляли списки «годных к учению». В консистории детей экзаменовали, представляли епископу, который и отбирал наиболее способных. Занятия начались в феврале 1746 года. Источниками содержания семинарии были: хлебные сборы с духовенства и монастырей; штрафы со священников за укрывательство детей от учения; сбор с церквей «школьных денег» (40 копеек с церкви в год). Многие ученики бежали из семинарии по два-три раза или не являлись с каникул. Основной причиной являлось слабое продовольственное обеспечение.
В 1757 году при семинарии была заведена первая в истории города библиотека. Первым библиотекарем стал священник Благовещенской церкви и «главный» преподаватель семинарии Прокл Бухартовский.

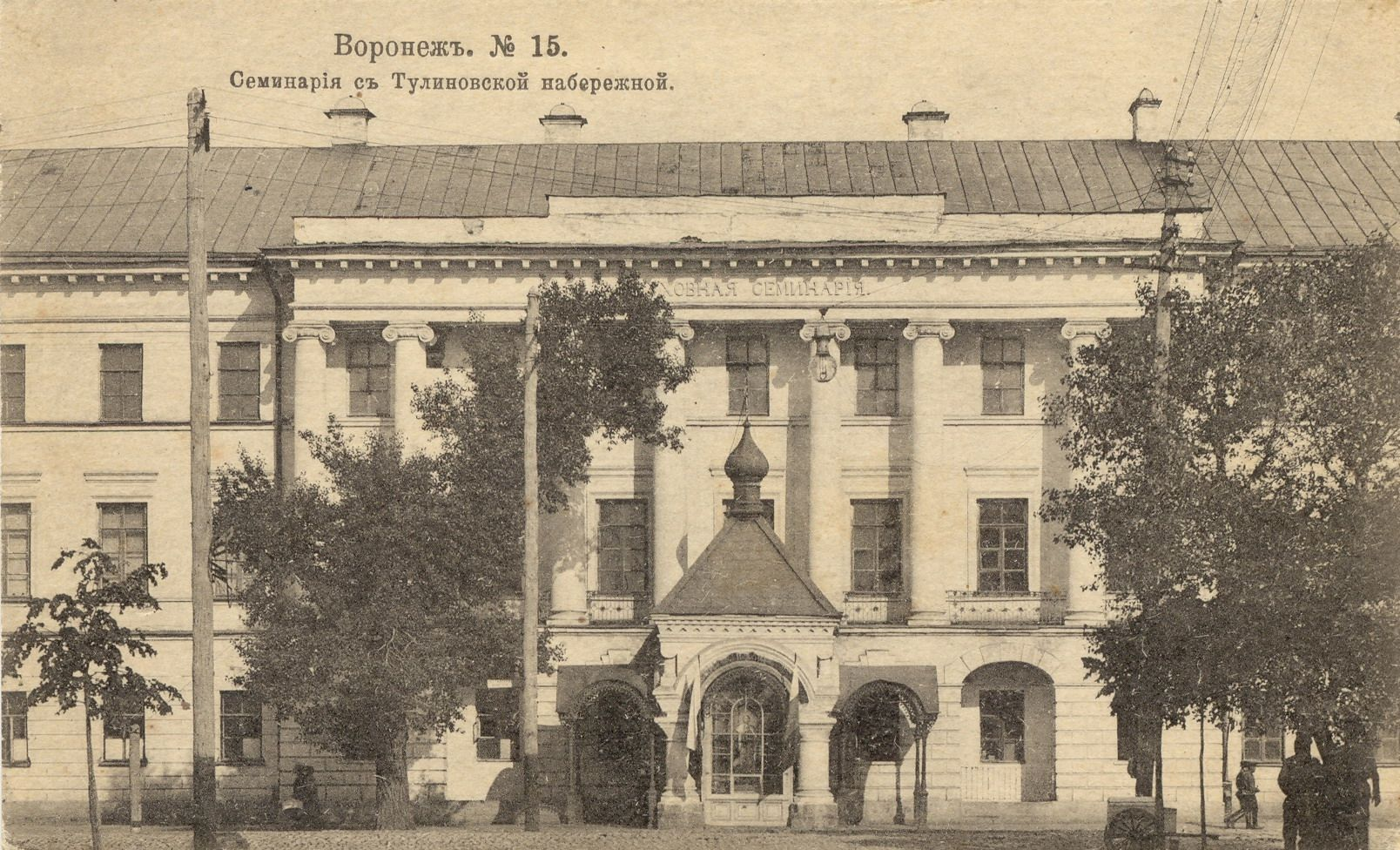
Здание духовной семинарии, 1822—1873 гг. Архивное фото начала XX века.

Материальные трудности и недоверие духовенства к «латинству» привели к закрытию семинарии при епископе Иоанникии (Павлуцком) (1761—1763). В 1763 году семинария была вновь открыта его преемником по кафедре епископом Тихоном (Соколовым). Он выписал учителей из Киева и Харькова. Преосвященный Тихон часто посещал классы, отмечал лучшие места из писателей для толкования воспитанникам, тратил большие средства (в том числе и свои личные) на содержание и поощрение учащихся, приглашал преподавать лучших выпускников духовных академий и семинарий, начал создавать библиотеку.
О систематических выпусках в период с 1745 по 1780 год на данный момент известно мало и как свидетельствует историк П. В. Никольский их не было. В этот период в Воронеже системы духовного обучения не сложилось и были только единичные воспитанники, окончившие обучение. Систематическая работа семинарии началась только в 1770-х годах, а первый выпуск воспитанников, слушавших регулярный курс лекций, состоялся в 1780 году.
Как отмечал Николай Скатов, в 1830-е годы, «учился тут самый разный люд, хотя, конечно, не простонародье: более всего, естественно, дети священников, но дети и дворян-помещиков, и чиновников, и купцов. И пути отсюда открывались разные. Так, именно из семинарий широко привлекались студенты и в Медицинскую академию, и в Главный педагогический институт». В семинарии тоже были свои литературные кружки.
В правление епископов Иннокентия (Полянского) и Мефодия (Смирнова) Воронежская семинария становится одной из образцовых в России.
В августе 1918 года советская власть закрыла семинарию, реквизировала все её имущество, уничтожила богатейшую библиотеку. Духовенство, преподаватели и воспитанники семинарии были подвергнуты преследованиям и репрессиям.
См. Выпускники Воронежской духовной семинарии

### Возобновление семинарии (1990-е)
В июле 1993 года постановлением Священного Синода Русской Православной Церкви было открыто Воронежского епархиальное духовное училище при храме Успения Пресвятой Богородицы (левый берег города). В августе 1994 году открыто и регентское отделение при училище для подготовки руководителей церковных хоров. Старое здание сохранилось (проспект Революции, 29).
Постановлением Священного Синода 17 июля 1997 г. училище преобразовано в Воронежскую духовную семинарию.
4 марта 2000 года семинария переименована в Воронежскую православную духовную семинарию и получила статус высшего профессионального учебного заведения.
С 2011 года в семинарии действует Заочное отделение для насельниц женских монастырей, общее число обучающихся — 32 человека.
24 августа 2023 года на заседании Священного Синода Русской православной церкви в семинарии постановлено открыть магистерскую программу по профилю «Православная теология. Основное богословие»
14 февраля 2024 года был подписан приказ № 272 Федеральной службы по надзору в сфере образования и науки, согласно которому Воронежской духовной семинарии предоставлено право реализовывать образовательную программу по направлению подготовки 48.04.01 Теология (уровень высшего образования — магистратура).

## Архиереи, управлявшие семинарией до введения должности ректора
- Феофилакт (Губанов), епископ Воронежский и Елецкий (1745—1757)
- Кирилл (Ляшевецкий), епископ Воронежский и Елецкий (1758—1761)
- Иоанникий (Павлуцкий), епископ Воронежский и Елецкий (1761—1763)
- Тихон (Соколов), епископ Воронежский и Елецкий (1763—1767)
- Тихон (Якубовский), епископ Воронежский и Елецкий (1767—1775)
- Тихон (Малинин), епископ Воронежский и Елецкий (1775—1788)
- Иннокентий (Полянский), епископ Воронежский (1788—1793)

## Ректоры
- Амвросий (Келембет) (1793—1796)
- Евфимий Болховитинов (1796—1798) и. о.
- Иустин (Трипольский) (1798—1801)
- Агапит (Скворцов) (1801—?)
- Евграф (1807—1812)
- Мефодий (Орлов-Соколов) (1812—1819)
- Авксентий (Галинский) (1819—1821)
- Андрей (Соколов) (1821 — сентябрь 1825)
- Филадельф (Пузино) (1825—1829)
- Иннокентий (Соколов) (1829—1833)[7]
- Евтихиан (Лестев) (1833—1834)
- Варлаам (Успенский) (10 марта 1834 — апрель 1837)
- Елпидифор (Бенедиктов) (30 апреля 1837—1842)
- Стефан (Зелятров) (1842—1844)
- Симеон (Авдуловский) (1844—1847)
- Иларион (Боголюбов) (1847—1861)
- Феодосий (Шаповаленко) (17 января 1861—1863)
- Феодосий (Макаревский) (28 августа 1863—1867)
- Вениамин (Быковский) (1867—1871)
- Дмитрий Певницкий (1872—1881)
- Димитрий (Самбикин) (6 августа 1881—1887)
- Алексей Спасский (5 марта 1887 — 1900)
- Василий Борисоглебский (20 июля 1900 — 1907)[8]
- Николай Околович (1907—1912)
- Серафим (Соболев) (22 декабря 1912—1918)
- Попов, Василий Иванович (17 июля 1997 — 30 июля 2003)
- Сергий Моздор (30 июля 2003 — 21 августа 2007) и. о.
- Иннокентий (Никифоров)[9] (28 августа 2007 — 6 октября 2008) и. о., (6 октября 2008 — 15 августа 2016)
- Роман Ткачёв, иерей (с 9 июля 2019) (ранее и. о. с 15 августа 2016)